# Итазипчо
Ита́зипчо (лакота: Itázipčho, Itazipcola, Hazipco — «те, кто воюют без луков»), санс-арк (фр. Sans Arc — «без луков») — одно из семи североамериканских индейских племён народа лакота языковой семьи сиу. Французские торговцы и первопроходцы стали называть их санс-арк, переведя название на французский язык.

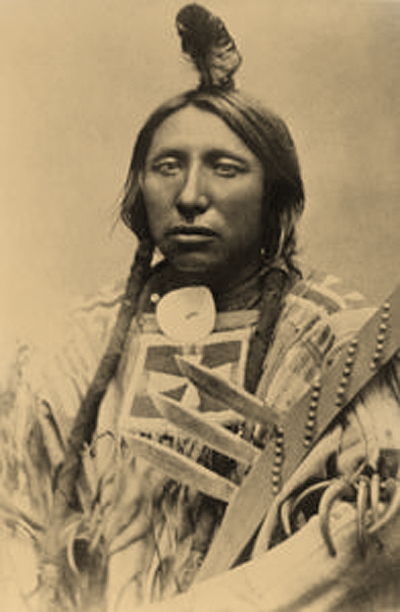
Пятнистый Орёл, вождь итазипчо, 1875 г.

Итазипчо относятся к центральным лакота наряду с с миннеконжу (Mnikȟówožu, Hokwoju – «сажающие у реки») и оохенунпа (Oóhenuŋpa – «два котла»). Совместно с сихасапа и хункпапа итазипчо занимали единый район и часто ставили лагеря вместе.

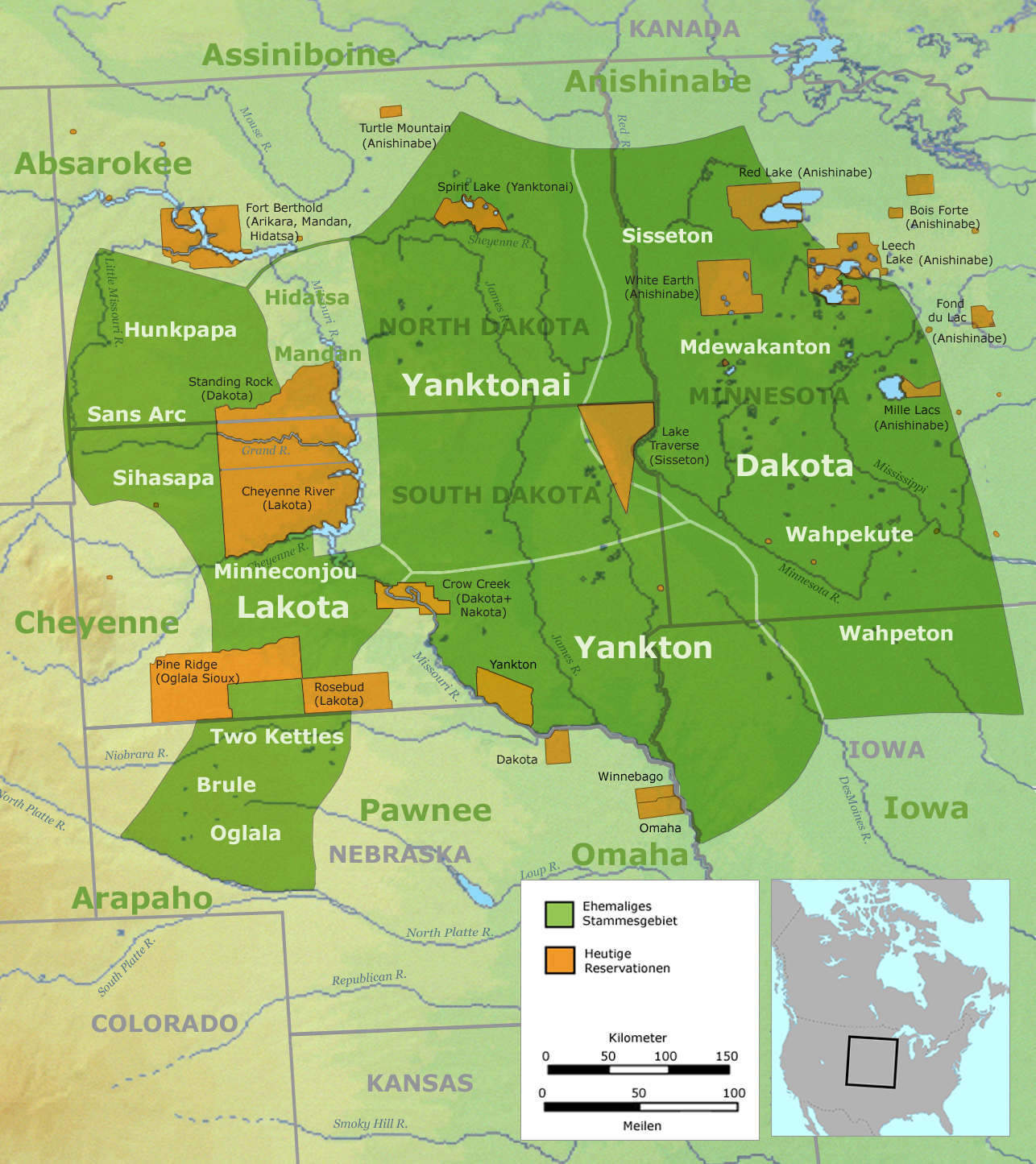
Историческая область расселения итазипчо(Sans Arc) и соседних племён.

Армия США оказала ожесточённое сопротивление итазипчо под предводительством вождя Пятнистого Орла, которые участвовали в бою у фургонного лагеря в 1867 году, битве при Роузбаде и битве при Литл-Бигхорне в 1876 году. 
Ныне итазипчо  проживают в резервации Шайенн-Ривер в Южной Дакоте, вместе с миннеконжу, сихасапа и оохенунпа. Перепись 2000 года показала их общую численность в 9064 человека.